# Shāh Rāh
Shāh Rāh (persiska: شاه راه, Shāhrāh) är en ort i Iran.   Den ligger i provinsen Khorasan, i den nordöstra delen av landet, 700 km öster om huvudstaden Teheran. Shāh Rāh ligger 1 047 meter över havet och antalet invånare är 265.
Terrängen runt Shāh Rāh är platt. Runt Shāh Rāh är det ganska tätbefolkat, med 185 invånare per kvadratkilometer. Närmaste större samhälle är Shāndīz, 16,6 km sydväst om Shāh Rāh. Trakten runt Shāh Rāh består i huvudsak av gräsmarker.